# Cruz de los Servicios Distinguidos (Reino Unido)
La Cruz de los Servicios Distinguidos (CSD) (del inglés: Distinguished Service Cross) es la decoración militar de tercer nivel otorgada a oficiales y (desde 1993) otros grados de las Fuerzas Armadas Británicas,  y la Marina mercante y antiguamente también para oficiales de otros países de la Commonwealth.
La CSD,  puede ser otorgada póstumamente concedida en reconocimiento de "... valentía durante operaciones activas contra el enemigo en el mar."

## Historia
El premio fue originalmente creado en 1901 como la Cruz de los Servicios Sobresalientes, por premiar por derecho a oficiales junior de la Orden del Servicio Distinguido. Fue renombrada como la Cruz de los Servicios Distinguidos en octubre de 1914, la elegibilidad fue extendida hacia los oficiales navales (comisionados y derechos) bajo el rango de Capitán de Corbeta. En 1931, el premio fue disponible para miembros de la Marina mercante y en 1940 la elegibilidad fue extendida para personal no-naval (Ejército Británico y la Royal Air Force) sirviendo a bordo de una embarcación británica. Desde 1993 se revisaron los sistemas de honor, como parte de la conducción de remover distinciones de rango en decoraciones de valentía, la Medalla de Servicios Distinguidos, antiguamente decoración de tercer nivel por categorías, ha sido interrumpida. La CSD ahora sirve como decoración de tercer nivel por valentía en todos los rangos marinos.
Desde 1916, las barras han sido otorgadas por la CSD en reconocimiento de la función de más actos de valentía meritando la decoración. Los miembros son titulados por las letras postnominales de la CSD.

## Descripción
- La CSD es una simple cruz de plata con bordes redondos. El anverso tiene un centro circular el cual adentro se puede ver el Monograma Real del reinado del monarca en el momento de la entrega. Desde 1940, año de su entrega, ha sido grabado en la parte baja de las extremidades de la cruz.
- El reverso es un simple sello aparte y está conectado a la cinta por un anillo de metal.
- La cinta tiene tres rayas iguales de azul oscuro, blanco y azul oscuro.